# Hévillers
Hévillers is een plaats en deelgemeente van de Belgische gemeente Mont-Saint-Guibert.
Hévillers ligt in de provincie Waals-Brabant. Tot 1 januari 1977 was het een zelfstandige gemeente.

## Bezienswaardigheden
- De Moulin à Poudre is een bovenslagmolen op de Orne
- De Sint-Gertrudiskerk (Église Sainte-Gertrude) is een bakstenen classicistisch kerkgebouw van 1776.

Zie ook: Bierbais

## Natuur en landschap
Hévillers ligt aan de Orne. De hoogte aan de kerk bedraagt 113 meter.

## Demografische ontwikkeling
- Bronnen:NIS, Opm:1831 tot en met 1970=volkstellingen, 1976= inwonersaantal op 31 december

## Nabijgelegen kernen
Mont-Saint-Guibert, Blanmont, Villeroux, Sart-Messire-Guillaume